# Sienna Miller
Sienna Rose Miller (28. prosinca 1981. - ), engleska glumica i manekenka nominirana za BAFTA-u i nagradu londonskog kruga filmskih kritičara.
Rođena je u New Yorku.Pohađala je internat u Berkshireu i kasnije akademiju Lee Strasberg, a sa suučenicima s akademije je ostala prijateljica tokom godina. Njen otac Edward je američki bankar koji danas prodaje kineske umjetnine, a majka Josephine je Južnoafrikanka i vodila je britansku podružnicu instituta Lee Strasberg te je jedno vrijeme bila tajnica Davida Bowiea. Roditelji su joj se rastali kad je imala sedam godina, otac joj se kasnije ponovno oženio čak četiri puta. Ima sestru Savannah, polubraću Charlesa i Stephena i jednu polusestru iz očeva drugog braka. Prije upuštanja u glumačke pothvate,  bila je manekenka, posebice za kuću Pepe Jeans. Slikala se za nekoliko izdanja poznatog časopisa Vogue, jednom u toplesu i pušeći cigaretu.
Na filmu debitira 2001. filmom South Kensington (partneri Rupert Everett i Elle MacPherson). Do sada je ostvarila 18 uloga, a najpoznatija je njena uloga Edie Sedgewick u filmu Factory Girl. Iako je film prozvan kontroverznim, njena gluma je pohvaljena. Glumački partneri su joj bili glumci Jude Law, Daniel Craig, Peter Saarsgard, pa i Robert De Niro. Bila je u vezi s Judeom, ali su prekinuli, a trenutni joj je dečko Velšanin Rhys Ifans. Dobra prijateljica joj je Keira Knightley. Angažirana je u modi, pa je zajedno sa sestrom Savannah napravila liniju odjeće. Također je poznata po humanitarnom djelovanju, posebice na skupovima čija je tema rak dojke.